# Гнездинка
Гнездинка (бел. Гнездзінка) — упразднённый посёлок в Хойникском районе Гомельской области Беларуси. Входил в состав Стреличевского сельсовета. В связи с радиационным загрязнением после катастрофы на Чернобыльской АЭС жители (2 семьи) переселены в чистые места.

## География

### Расположение
В 35 км на юго-запад от районного центра и железнодорожной станции Хойники (на ветке Василевичи — Хойники от линии Гомель — Калинковичи), в 138 км от Гомеля.

## Транспортная сеть
Транспортные связи по просёлочной, а затем автодороге Довляды — Хойники. Застройка деревянная усадебного типа.

## История
Выявленное археологами поселения эпохи неолита (рядом с посёлком) свидетельствует о заселении этих мест с давних времён. Современный посёлок основан в начале 1920-х годов переселенцами из соседних деревень на бывших помещичьих землях. В 1931 году жители вступили в колхоз. Согласно переписи 1959 года в составе совхоза «Оревичи» (центр — деревня Оревичи).

## Население

### Численность
- 2004 год — жителей нет.

### Динамика
- 1959 год — 48 жителей (согласно переписи).
- 2004 год — жителей нет.